# Achipterina naisselinei
Achipterina naisselinei is een mijtensoort uit de familie van de Ceratokalummidae. De wetenschappelijke naam van de soort is voor het eerst geldig gepubliceerd in 1988 door Balogh J. & Balogh P..